# CASA 3000
El CASA 3000 fue un proyecto desarrollado por el fabricante aeronáutico español Construcciones Aeronáuticas S.A. durante los años 1990 para crear un avión de línea regional bimotor con capacidad para 78 pasajeros. El proyecto se abandonó en el año 1994 debido a las escasas perspectivas de ventas de la aeronave.

## Historia
A comienzos de los años 1980, CASA buscaba entrar en el mercado de los aviones regionales con un diseño que compitiese con los aviones más exitosos de este segmento del mercado en aquel momento; el ATR 72 el de Havilland Canada DHC-8 y el British Aerospace ATP. Los estudios de mercado que realizó la compañía estimaban que existía un potencial de venta de hasta 1000 unidades dentro del segmento de los aviones de pasajeros regionales del orden de las 70 plazas.
Es por ello que CASA, que estaba participando con el fabricante sueco SAAB en el proyecto del Saab 2000, entró en negociaciones con la compañía para el posible desarrollo conjunto del CASA 3000 en régimen de joint venture con un capital de riesgo del 50%. De igual manera también inició negociaciones con el fabricante aeronáutico ruso Ilyushin, que en aquellos momentos también estaba desarrollando una aeronave similar, el Ilyushin Il-114. Sin embargo, las negociaciones con ambas compañías no llegaron a acuerdo, por lo que CASA decidió continuar adelante con el desarrollo de la aeronave en solitario.
En el año 1993 se terminó la fase de definición de producto, dando comienzo a la fase de desarrollo de la aeronave. No obstante, en aquella época eran muchos los fabricantes que estaban presentando una aeronave regional de en torno a las 70 plazas, recibiendo especial interés las aeronaves regionales con motor a reacción. Finalmente, en 1994, CASA decidió cancelar el proyecto debido al bajo potencial de venta de la aeronave y a los riesgos económicos que supondría seguir adelante con el proyecto.

### Aeronaves similares
- Ilyushin Il-114
- Saab 2000

### Secuencias de designación
- Aeronaves construidas por CASA: ← 1.133 - 2.111 - 352 - 3000 - AX - C-101 - C-102 →